# Билоус, Николай Александрович
Николай Александрович Билоус (укр. Микола Олександрович Білоус, позывной — Белый; 28 июня 2002, Николаев — 29 ноября 2023, Вербовое) — украинский военнослужащий, лейтенант, участник российско-украинской войны. Герой Украины (2024, посмертно).

## Биография
Николай Билоус родился 28 июня 2002 года в городе Николаев. После окончания девятого класса поступил в юридический лицей, который успешно окончил. Однако, выбрав военную карьеру, в 2023 году окончил факультет подготовки специалистов военной разведки и Сил специальных операций Военной академии в Одессе.
Из-за войны его курс был выпущен на год раньше, в феврале 2023 года. После выпуска он был назначен командиром разведывательного взвода 1-го десантно-штурмового батальона 82-й отдельной десантно-штурмовой бригады.
В ноябре 2023 года, во время боевых действий в районе села Вербовое Пологовского района Запорожской области, получил тяжёлое ранение. Во время эвакуации скончался.

## Награды
- Звание «Герой Украины» с удостоением ордена «Золотая Звезда» (23 августа 2024, посмертно) — за личное мужество и героизм, проявленные в защите государственного суверенитета и территориальной целостности Украины, верность военной присяге[1].
- Орден Богдана Хмельницкого III степени (3 сентября 2023) — за личное мужество и высокий профессионализм, проявленные в защите государственного суверенитета и территориальной целостности Украины, верность военной присяге[2].